# Wellington Phoenix FC
El Wellington Phoenix és un club de futbol de Nova Zelanda situat a la ciutat de Wellington. Va ser fundat el 2007 i participa en l'A-League d'Austràlia, sent l'únic representant neozelandès en el torneig després de substituir el New Zealand Knights FC.

## Història
En el començament de la seva primera temporada a l'A-League l'equip va obtenir un meritori empat davant del Melbourne Victory FC (2-2). El marcador final es va segellar després que els Ashes perdessin durant gran part del partit, encara que amb gols de Daniel i l'artiller Shane Smeltz (79 'i 84', respectivament) es va aconseguir empatar el matx. Tot i aquest bon primer resultat l'equip va haver d'esperar fins a la quarta jornada per poder guanyar el seu primer partit (2-1 contra el Sydney FC com a visitant) i fins a la sisena per guanyar el seu primer partit com a local (4-1 contra el Perth Glory FC). En la seva primera temporada el Wellington va acabar com a cuer, i en la campanya 2008-09 va millorar els seus resultats, tot i que la sisena posició aconseguida aquest any no els va valer la classificació per a la fase final de la lliga.
L'1 de desembre del 2007 va jugar un partit amistós contra l'equip de la MLS Los Angeles Galaxy. En el contracte del partit s'estipulava que la superestrella anglesa David Beckham jugaria almenys 55 minuts. Finalment Beckham va jugar els 90 minuts i el Galaxy va vèncer el Phoenix per 4-1. L'assistència a aquest partit va ser de 31.853 espectadors, tot un rècord per a un partit de futbol a Nova Zelanda. A la temporada 2009/10 Wellington obté el millor resultat de la seva història en acabar quart en la fase regular i arribar fins a la final preliminar, on va caure davant del Sydney FC.

## Escut
La insígnia del club consisteix en un escut amb ratlles grogues i negres amb una au fènix de color negre.

## Uniforme
- Uniforme titular: Samarreta groga amb ratlles negres, pantalons negres, mitjons negres.
- Uniforme alternatiu: Samarreta blanca amb mànigues negres, pantalons blancs, mitjons blancs.

## Estadi

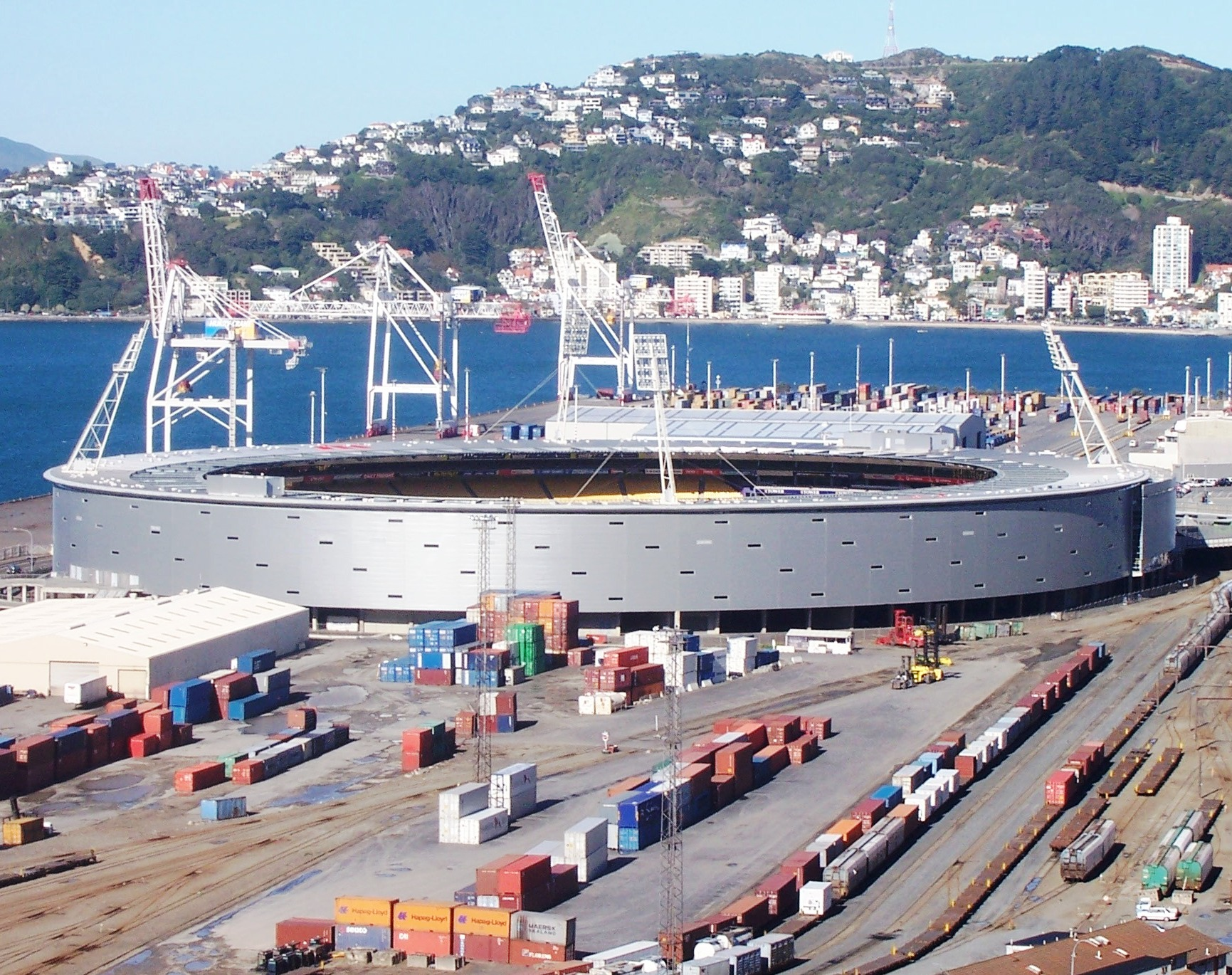
Westpac Stadium

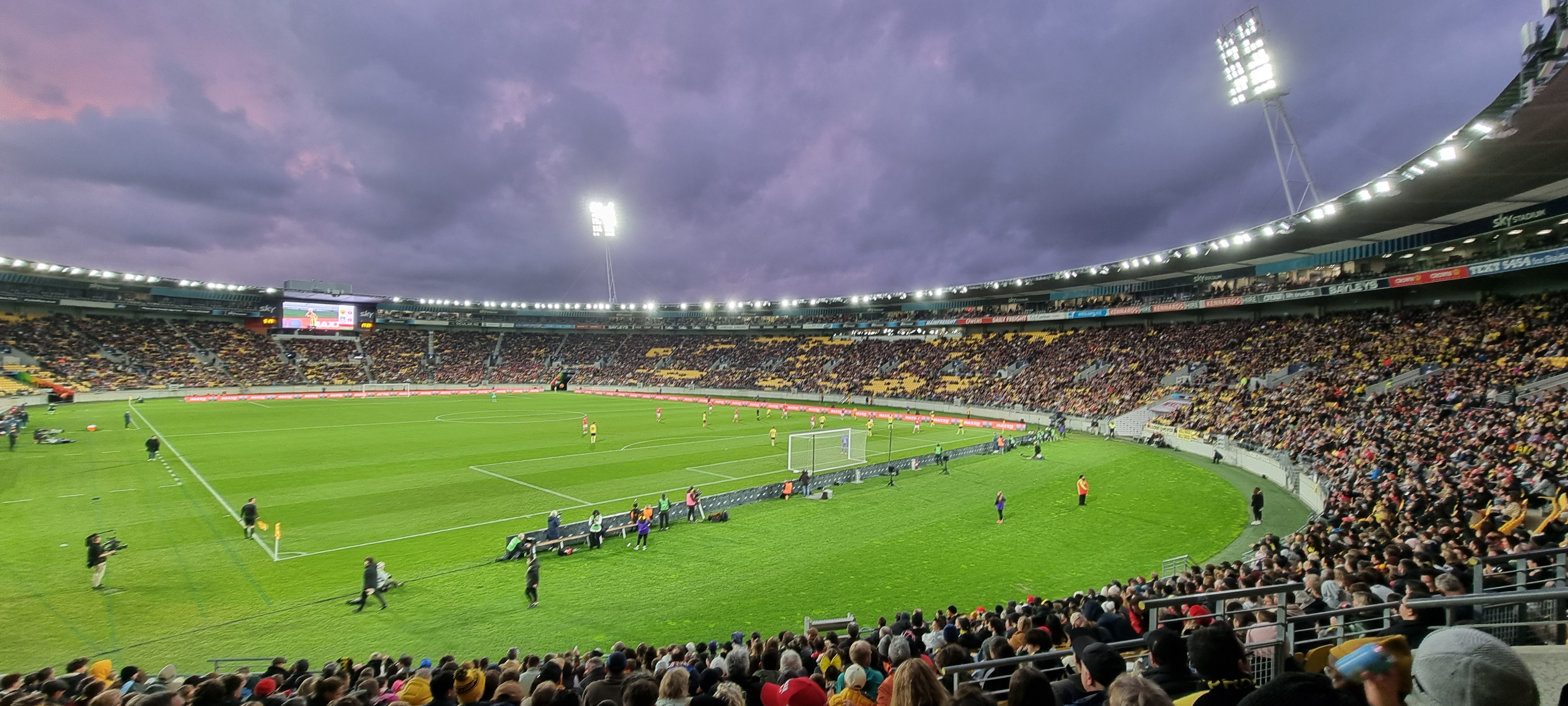
Partit entre el Wellington Phoenix i Wrexham el 19 de juliol del 2025.

L'equip juga els seus partits de local al Westpac Stadium (també anomenat L'anell de foc pels seguidors). Té capacitat per a 35.000 espectadors. Va ser construït el 1999 per Fletcher Construction amb un pressupost de $ 130 milions de dòlars neozelandesos i està situat a prop del moll, una zona de fàcil accés (proper a l'estació de trens de Wellington). L'estadi és propietat del Consell Regional d'Estadis de Wellington.